# Церква Олександра Невського (Перелюб)

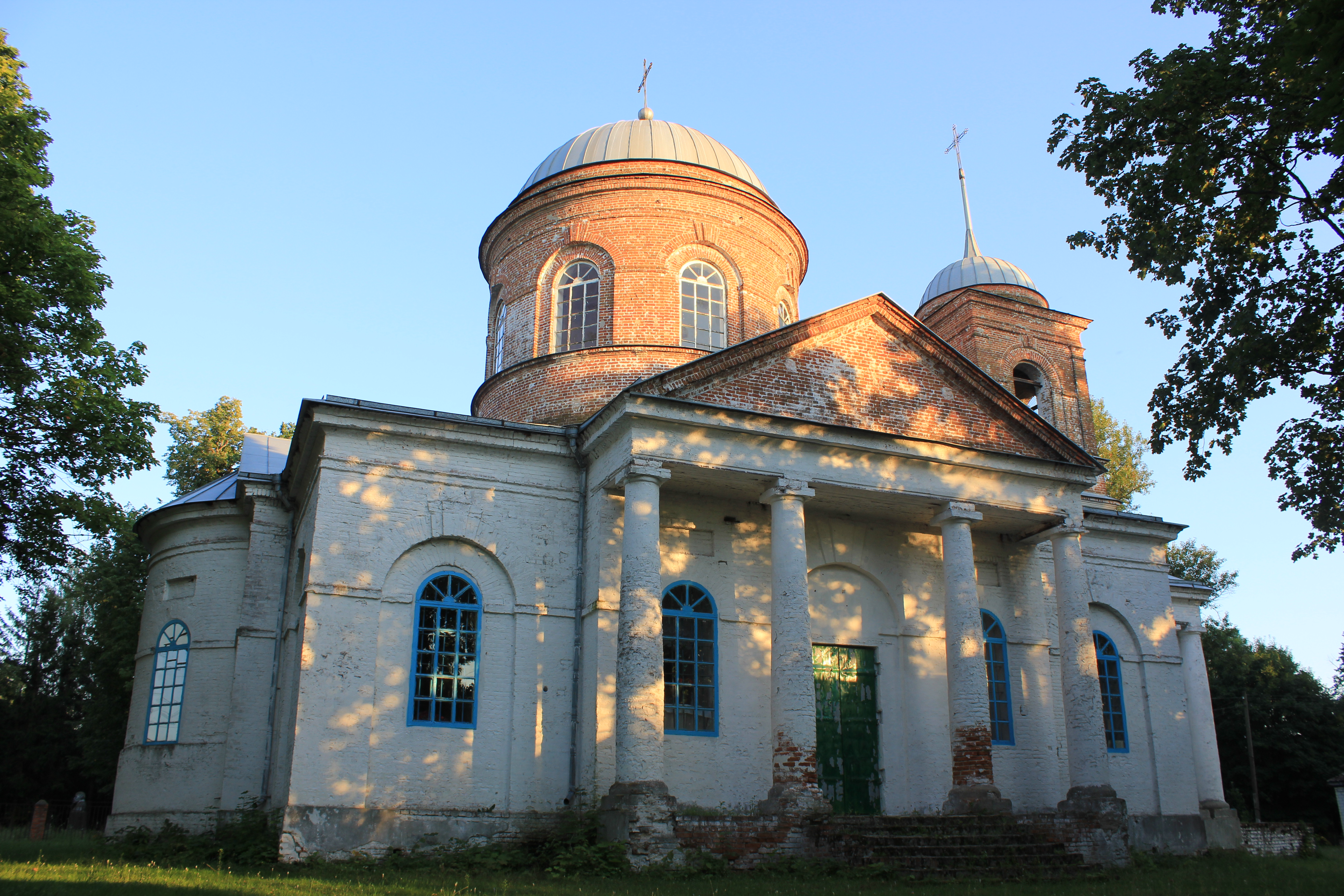
Церква Олександра Невського 2012 р. с. Перелюб Корюківського району

Церква Олександра Невського, Олександро-Невська церква — православний храм та пам'ятка архітектури місцевого значення у Перелюбі.

## Історія
Рішенням виконкому Чернігівської обласної ради народних депутатів від 26.06.1989 № 130 надано статус «пам'ятник архітектури місцевого значення» з охоронним № 60-Чг під назвою «Церква Олександра Невського». Встановлено інформаційну дошку «Олександрівська церква 1826 р.».

## Опис
Церква Олександра Невського побудована 1826 року у стилі класицизму.
Кам'яна, одна нефна, одна купольна, хрестоподібна у плані церква, подовжена по осі захід-схід. Храм вінчає купол на циліндричному світловому барабані. З півночі та півдня примикають короткі рамени (прямокутні у плані притвори). Зі сходу примикає напівкругла апсида. Із західного боку розташовується притвор із дзвіницею — четвер на четверику, на першому ярусі якої — головний вхід, на другому — дзвони. Дзвіницю вінчається куполом зі шпилем та хрестом. З заходу, півночі та сходу входи прикрашені чотириколонними портиками, увінчаними трикутними фронтонами. Кути торців західного притвору акцентовані парами колон. Віконні отвори та ніші на фасаді арочні.